# Rinnerkogel
Rinnerkogel – szczyt w Totes Gebirge, części Północnych Alp Wapiennych. Leży w Austrii w kraju związkowym Górna Austria. Szczyt można zdobyć ze schronisk Albert-Appel-Haus i Ebenseer Hochkogelhaus.